# Ruka Hirano
Ruka Hirano (Osaka, 12 marzo 2002) è uno snowboarder giapponese specializzato nell'halfpipe.

## Biografia
Originario di Osaka e specializzato nell'halfpipe Ruka Hirano è attivo in gare FIS dal gennaio del 2016, il 4 settembre 2018 ha ottenuto il suo primo piazzamento ad alto livello degno di nota, vincendo la medaglia d'argento ai Mondiali juniores di Cardrona 2018. Ha debuttato in Coppa del Mondo l'8 dicembre dello stesso anno, classificandosi 15º nell'halfpipe di Copper Mountain, nella gara successiva ha ottenuto il primo podio nel massimo circuito, terminando 2° a Secret Garden. Nel gennaio successivo ha vinto la medaglia d'oro nell'halfpipe ai Mondiali juniores 2019 di Leysin, località dove l'anno successivo ha vinto il titolo nella medesima disciplina ai III Giochi olimpici giovanili invernali. Il 15 febbraio 2020 ha ottenuto la prima vittoria in Coppa del Mondo, a Calgary. In carriera ha preso parte a una rassegna olimpica e tre iridate, vincendo l'argento nell'halfpipe a Engadina 2025.

## Palmarès

### Mondiali
- 1 medaglia
  - 1 argento (halfpipe a Engadina 2025)

### Winter X Games
- 2 medaglie:
  - 1 oro (superpipe ad Aspen 2021)
  - 1 argento (superpipe ad Aspen 2024)

### Mondiali juniores
- 2 medaglie:
  - 1 oro (halfpipe a Leysin 2019)
  - 1 argento (halfpipe a Cardrona 2018)

### Coppa del Mondo
- Miglior piazzamento nella Coppa del Mondo generale di freestyle: 3º nel 2014
- Vincitore della Coppa del Mondo di halfpipe nel 2023, nel 2024 e nel 2025
- 20 podi:
  - 7 vittorie
  - 7 secondi posti
  - 6 terzi posti

#### Coppa del Mondo - vittorie
| Data             | Luogo            | Paese       | Disciplina |
| ---------------- | ---------------- | ----------- | ---------- |
| 15 febbraio 2020 | Calgary          | Canada      | HP         |
| 11 dicembre 2021 | Copper Mountain  | Stati Uniti | HP         |
| 21 gennaio 2023  | Laax             | Svizzera    | HP         |
| 4 febbraio 2023  | Mammoth Mountain | Stati Uniti | HP         |
| 11 febbraio 2023 | Calgary          | Canada      | HP         |
| 1º febbraio 2025 | Aspen            | Stati Uniti | HP         |
| 22 febbraio 2025 | Calgary          | Canada      | HP         |

Legenda:

HP = Halfpipe